# Лошите добри приятели
Лошите добри приятели (на английсти: Worst Best Friends) e Австралийски, детски телевизионен сериал, излъчен в 13 епизода, с премиерен показ по Network Ten, през 2002 година. Сериалът е базиран върху детските книжки на Макс Дан: Приключения с лошите ми добри приятели (Adventures with My Worst Best Friend), Заминаването на бананите (Going Bananas), и Поръсени с любов (Dusting in Love).

## Сюжет
11-годишния Роджър Тисаурус, има проблем. Двамата му най-добри приятели са най-големите врагове, и не могат да се понасят взаимно! Дъстинг, който е груб и отвратителен, се стреми, да се превърне в най-добрия приятел на Роджър, но Роджър вече има добър приятел, Милисен, която е властна. Двамата най-добри приятели на Роджър, постоянно се бият за вниманието му, докато той се опитва да събере родителите си, които са решили да се разделят.
Възхвалявайки абсурдите на детството, сериалът илюстрира възходите и паденията, в приятелските взаимоотношения и семейството, представени през въображението и погледа на Роджър.

## Актьорски състав
- Камерън Атърд – като Роджър Тисаурус
- Лий Корми – като Гилбърт
- Сейшел Скетчли-Браун – като Милисен
- Реймънт Майрамс – като Ърнест Дъстинг
- Андрю Гилбърд – като г-н Тисаурус
- Кристин О`Лири – като г-жа Тисаурус
- Джесика Джейкъбс – като Моли
- Джошуа Джей – като Макс
- Ребека Хетерингтън – като Аврил
- Джен Фридл – като г-ца Хъдзън
- Арунаба Кишари – като Кий
- Ребека Тайпинг – като Лорета
- Наджя Костич – като Майката на Аврил
- Ейми Латимър – като Фиоби
- Ангъс МкЛарън – като Еди
- Максел Саймън – като Дъглас Грути
- Джъстин Найт – като себе си
- Сара Уейнстейн

## „Лошите добри приятели“ В България
В България сериалът е излъчен на 1 август 2016 г. по БНТ 1. Екипът се състои от:
| Обработка           | Продуцентско направление „Чужди програми“                                 |
| Преводач            | Ивайла Божанова                                                           |
| Редактор            | Цонка Павлова                                                             |
| Тонрежисьор         | Елеонора Карагьозова                                                      |
| Режисьор на дублажа | Людмила Кръстева-Маврикова                                                |
| Озвучаващи артисти  | Татяна Захова Христина Ибришимова Ася Рачева Вилма Карталска Виктор Танев |